# Campo de Todos
Campo de Todos ist eine Ortschaft im Westen Uruguays.

## Geographie
Campo de Todos befindet sich im Südwesten des Departamento Salto in dessen Sektor 10. Der Ort liegt dabei südwestlich von Laureles nahe der Grenze zum Nachbardepartamento Paysandú.

## Einwohner
Die Einwohnerzahl von Campo de Todos beträgt 212 (Stand: 2011), davon 108 männliche und 104 weibliche. Für die vorhergehenden Volkszählungen der Jahre 1963, 1975, 1985, 1996 und 2004 sind beim Instituto Nacional de Estadística de Uruguay keine Daten erfasst worden.
| Jahr | Einwohner |
| ---- | --------- |
| 1996 | -         |
| 2004 | -         |
| 2011 | 212       |

Quelle: Instituto Nacional de Estadística de Uruguay